# Thereva subnitida
Thereva subnitida är en tvåvingeart som beskrevs av Krober 1913. Thereva subnitida ingår i släktet Thereva och familjen stilettflugor. Inga underarter finns listade i Catalogue of Life.